# Monte Alegre, Chiapas
Monte Alegre är en ort i Mexiko.   Den ligger i kommunen Tecpatán och delstaten Chiapas, i den sydöstra delen av landet, 700 km öster om huvudstaden Mexico City. Monte Alegre ligger 252 meter över havet och antalet invånare är 194. Den ligger vid sjön Presa Nezahualcoyotl.
Terrängen runt Monte Alegre är varierad. Runt Monte Alegre är det ganska tätbefolkat, med 83 invånare per kvadratkilometer. Närmaste större samhälle är Tecpatán, 13,9 km nordost om Monte Alegre. Omgivningarna runt Monte Alegre är en mosaik av jordbruksmark och naturlig växtlighet.